# Verbena plicata
Verbena plicata là một loài thực vật có hoa trong họ Cỏ roi ngựa. Loài này được Greene miêu tả khoa học đầu tiên năm 1903.